# Dariusz Jasiczak
Dariusz Jasiczak (ur. 1964 w Poznaniu) – artysta malarz i filozof.
W latach 80. studiował w Państwowej Wyższej Szkole Sztuk Plastycznych w Poznaniu. Następnie przeniósł się na Wydział Nauk Społecznych Uniwersytetu im. Adama Mickiewicza w Poznaniu, gdzie studiował filozofię. Edukację zakończył w 1991 roku obroną pracy dyplomowej w Zakładzie Estetyki. Zajmuje się malarstwem sztalugowym oraz grafiką projektową. Jego obrazy sytuują się w figuratywnym nurcie symbolicznym i gatunku martwa natura. Wykonał wiele projektów dla wydawnictw krajowych i zagranicznych m.in. z  Czech, Wielkiej Brytanii, Kanady, USA. Artysta jest od 2004 roku członkiem londyńskiego Society for Art of Imagination. Jego sztuka ewoluuje w dalszym ciągu. Zapoczątkowany w 2008 roku cykl Starotestamentowe interpretacje wniósł istotne zmiany do twórczości artysty. Dawne zainteresowania i związki z surrealizmem oraz realizmem magicznym osłabły. Od roku 2009 tworzy wyłącznie pełne liryzmu i symboliki kompozycje w ramach cyklu Nostalgie, nawiązujące estetycznie do idei angielskich prerafaelitów. Ostatnia indywidualna wystawa artysty, która odbyła się w Toruniu w 2011 roku ujawniła nowe, inne jeszcze oblicze jego twórczości. Autor zaprezentował pierwszy raz kilka obrazów powstających od roku 2007 w ramach cyklu Masonica, dotyczących zagadnień wolnomularstwa.

## Wystawy indywidualne
- 2011 Galeria Maya, Meandry twórcze 1981-2011, Toruń
- 2010 Galeria Garbary 48, Przedmioty, Rzeczy, Obiekty, Poznań
- 2009 Galeria Triada, Gdańsk
- 2009 Galeria Sztuki BP, Czas Odnaleziony, Warszawa
- 2009 ODK „Pod Lipami”, Starotestamentowe interpretacje, Poznań
- 2001 Biblioteka PAN, Zamek w Kórniku
- 2001 Galeria „Pod Belką”, Zamek w Nidzicy
- 1990 Galeria „Na Klatce”, Seminarium Duchowne w Poznaniu